# In den Sieben Stücken
In den Sieben Stücken ⓘ in Hannover ist der Name einer Straße sowie des gleichnamigen, in den 1950er Jahren errichteten Wohngebietes. Das Gelände findet sich im heutigen hannoverschen Stadtteil Groß-Buchholz.

## Geschichte und Beschreibung
Dem Verlauf der heutigen Straßenführung ging ein bereits im Königreich Hannover um 1850 bekannter Feldweg voraus. Dieser Weg erhielt im 20. Jahrhundert, jedoch noch zur Zeit des Deutschen Kaiserreichs, im Jahr 1907 seine amtliche Bezeichnung nach dem historischen Flurnamen.
In der Nachkriegszeit ließ das Wohnungsunternehmen Neue Heimat als Bauherrin in den Sieben Stücken und unweit des Oststadtkrankenhauses in den Jahren von 1958 bis 1959 verschiedene Eigenheime errichten. Die Pläne hierzu entwarfen die Architekten Gerd Lichtenhahn, Georg Seewald und Otto Dellemann.
Die teilweise holzverschalten, teils verputzten oder mit Klinkern errichteten einstöckigen Wohngebäude in den Sieben Stücken erhielten auf ihrer Rückseite Zugänge im Parterre zu den Gartengrundstücken, die teils durch hölzerne Zäune, teils durch geschosshohe Sichtblenden voneinander abgegrenzt wurden.